# Posthof (Waldmünchen)
Posthof ist ein Ortsteil der Stadt Waldmünchen im Landkreis Cham des Regierungsbezirks Oberpfalz im Freistaat Bayern.

## Geografie
Posthof liegt 4,3 Kilometer südöstlich von Waldmünchen und 1,2 Kilometer südwestlich der tschechischen Grenze.
Nördlich von Posthof erhebt sich der 821 Meter hohe Plattenberg. Der Plattenberg ist eine Vorberg des 1042 Meter hohen Čerchovs auf der tschechischen Seite. Posthof liegt ungefähr 3,5 Kilometer südwestlich des Gipfels des Čerchovs.
Eine Gebirgsstraße verbindet Waldmünchen mit Furth im Wald. Sie führt mitten durch das Gebirge und erreicht bei dem Pass zwischen dem 902 Meter hohen Reiseck im Norden und dem 828 Meter hohen Dachsriegel im Süden eine Höhe von 800 Metern. Zwischen Ulrichsgrün und Unterhütte verläuft auf der Nordostseite dieser Straße eine kleine Parallelstraße noch weiter oben am Hang. An dieser kleinen Straße liegen neben verstreuten Häusern, die noch zu Ulrichsgrün gehören, die Gemeindeteile Lenkenhütte und Posthof.

## Geschichte
Die Umgebung von Posthof (auch: Altehitten, Alte Hütten) war Gegenstand häufiger Grenzstreitigkeiten zwischen der Kurpfalz und Böhmen. 1550 wurde zwischen König Ferdinand von Böhmen und Kurfürst Friedrich von der Pfalz der Tauser Vertrag über den Grenzverlauf in dieser Gegend geschlossen. Allerdings wurde er nicht umgesetzt und es folgten weitere Streitigkeiten. Verhandlungen in den 1560er Jahren und Grenzbegehungen 1628 und 1664 führten zu keinem Erfolg.
Dann brach 1701 der Spanische Erbfolgekrieg aus. Es kam zur Bayerischen Diversion im Spanischen Erbfolgekrieg. Kurfürst Maximilian II. Emanuel von Bayern scherte aus dem Heiligen Römischen Reich aus und kämpfte für ein bayerisches Königreich gegen den Kaiser und König von Böhmen Leopold I. In der Zweiten Schlacht bei Höchstädt 1704 wurde er besiegt und aus Deutschland vertrieben. Die Oberpfalz wurde von 1705 bis 1715 durch kaiserliche Truppen besetzt. Kaiser und König von Böhmen war seit 1705 Joseph I. aus dem Hause Habsburg.
Nun kam es zu neuen Grenzbegehungen und Grenzuntersuchungen 1706, die zum Grenzvergleich 1707 führten. Dieser fiel sehr zugunsten der böhmischen Sieger des Krieges aus. Dabei kam Posthof zu Böhmen. Außerdem kamen die Hofmark Grafenried, die Orte Kleeberg, Kleinsteinlohe, Großsteinlohe, Althütte, Unterhütte, Pucher, Höll, Arnstein, Kramberg, Wagenhof, Schmalzgruben (= Nemaničky) und Haselbach zu Böhmen. 1708 wurden die betroffenen Untertanen nach Böhmen verpflichtet.
1759 fanden neue Grenzverhandlungen 1763 in Prag statt, die 1764 von Maria Theresia von Österreich ratifiziert wurden.
1766 fand in Prag ein Kongress statt, auf dem der Grenzverlauf endgültig festgelegt wurde, der seitdem Bestand hat. Dabei kam Posthof mit 1 hausgesessenen Untertanen zurück zur Oberpfalz zum Pflegamt Waldmünchen. Ebenfalls zum Pflegamt Waldmünchen kamen Kleeberg, Kleinsteinlohe, Großsteinlohe, Alte und Neue Glashütte, Untere Hütte, Pucher, Höll, Wagenhof, Arnstein und Kramberg. In Böhmen blieben die ganze Hofmark Obergrafenried, Anger, Seeg, Hüthen (Neubauhütten = Novosedelské Hutě, Friedrichshütten = Nová Huť, Althütten = Stará Huť), Schmalzgruben und Haselbach.
Posthof wurde 1703 mit einer Sölde verzeichnet. 1808 hatte es 2 Anwesen und ein Hüthaus.
Posthof gehörte 1815 zum Ortsgericht Herzogau. Zu Beginn des 19. Jahrhunderts wurden die Sonderrechte des Adels eingeschränkt und neu geordnet. Dies betraf auch die Gerichtsbarkeit. Eine gänzliche Beseitigung der adligen Gerichtsbarkeit war in Bayern zu diesem Zeitpunkt noch nicht durchsetzbar. Ab 1808 war es für Adlige möglich in zusammenhängenden Bezirken mit mindestens 50 Familien Ortsgerichte zu bilden. In diesem Zusammenhang bildete Zacharias Freiherr Voith von Voithenberg 1815 das Ortsgericht Herzogau mit den Orten Herzogau, Oberhütte, Pucher, Unterhütte, Voithenbergöd, Lengau, Sonnhof und Posthof. Dieses Ortsgericht hatte 102 Familien. Aus diesem Ortsgericht wollte er ein Patrimonialgericht I. Klasse und etwas später ein Patrimonialgericht II. Klasse bilden. Diese Bemühungen führten zu langwierigen juristischen Auseinandersetzungen, Beschwerden und Prozessen mit dem Innenministerium der Regierung des Regenkreises, die schließlich 1848 mit der Aufhebung der Patrimonialgerichtsbarkeit ein Ende fanden.
1808 wurde die Verordnung über das allgemeine Steuerprovisorium erlassen. Mit ihr wurde das Steuerwesen in Bayern neu geordnet und es wurden Steuerdistrikte gebildet. Dabei kam Posthof zum Steuerdistrikt Herzogau. Der Steuerdistrikt Herzogau bestand aus den Dörfern Herzogau, Pucher, Oberhütte, Ulrichsgrün, Unterhütte, Voithenbergöd, den Weilern Lengau und Posthof und der Einöde Sonnhof.
1820 wurden im Landgericht Waldmünchen Ruralgemeinden gebildet. Dabei kam Posthof zur Ruralgemeinde Ulrichsgrün. Zur Ruralgemeinde Ulrichsgrün gehörte neben Ulrichsgrün mit 18 Familien der Weiler Posthof mit 6 Familien.
1830 stellte die Gemeinde Ulrichsgrün den Antrag auf Vereinigung mit der Gemeinde Prosdorf. Dieser Antrag wurde von der Regierung der Oberpfalz abgelehnt.
1856 wurden aus der aufgelösten Gemeinde Arnstein die Weiler Wagenhof mit 7 Familie und Kramberg mit 5 Familien nach Ulrichsgrün eingemeindet. Die Gemeinde Ulrichsgrün bestand nun aus den Ortsteilen Ulrichsgrün, Gleßling, Lenkenhütte, Posthof, Wagenhof und Kramberg. Die Einöde Gleßling ist kein echter Ing-Ort, sondern erst im 19. Jahrhundert entstanden.
1972 schloss sich die Gemeinde Ulrichsgrün der Stadt Waldmünchen an.
Posthof gehört zum Kuratbenefizium Herzogau der Pfarrei Waldmünchen. 1997 hatte Posthof 23 Katholiken.

## Einwohnerentwicklung ab 1820
| Jahr | Einwohner  | Gebäude |
| ---- | ---------- | ------- |
| 1820 | 6 Familien | k. A.   |
| 1838 | 67         | 4       |
| 1861 | 85         | 16      |
| 1871 | 81         | 26      |
| 1885 | 78         | 9       |
| 1900 | 71         | 10      |
| 1913 | 53         | 9       |

| Jahr | Einwohner | Gebäude |
| ---- | --------- | ------- |
| 1925 | 45        | 9       |
| 1950 | 52        | 8       |
| 1961 | 42        | 9       |
| 1970 | 28        | k. A.   |
| 1987 | 28        | 11      |
| 2011 | 28        | k. A.   |